# ألفونسو ديل
ألفونسو ديل هو سياسي أمريكي، ولد في 15 أبريل 1923، وتوفي في 3 يونيو 1987. نشط حزبياً في الحزب الديمقراطي. وقد انتخب عضو مجلس نواب بنسيلفانيا ‏.